# Carcharhinus obscurus
Espèce
Répartition géographique
Statut de conservation UICN

 EN  : En danger
Le requin requiem de sable, requin obscur ou requin sombre (Carcharhinus obscurus), espèce cosmopolite, est un requin appréciant plus particulièrement les eaux chaudes et les fonds sablonneux. 

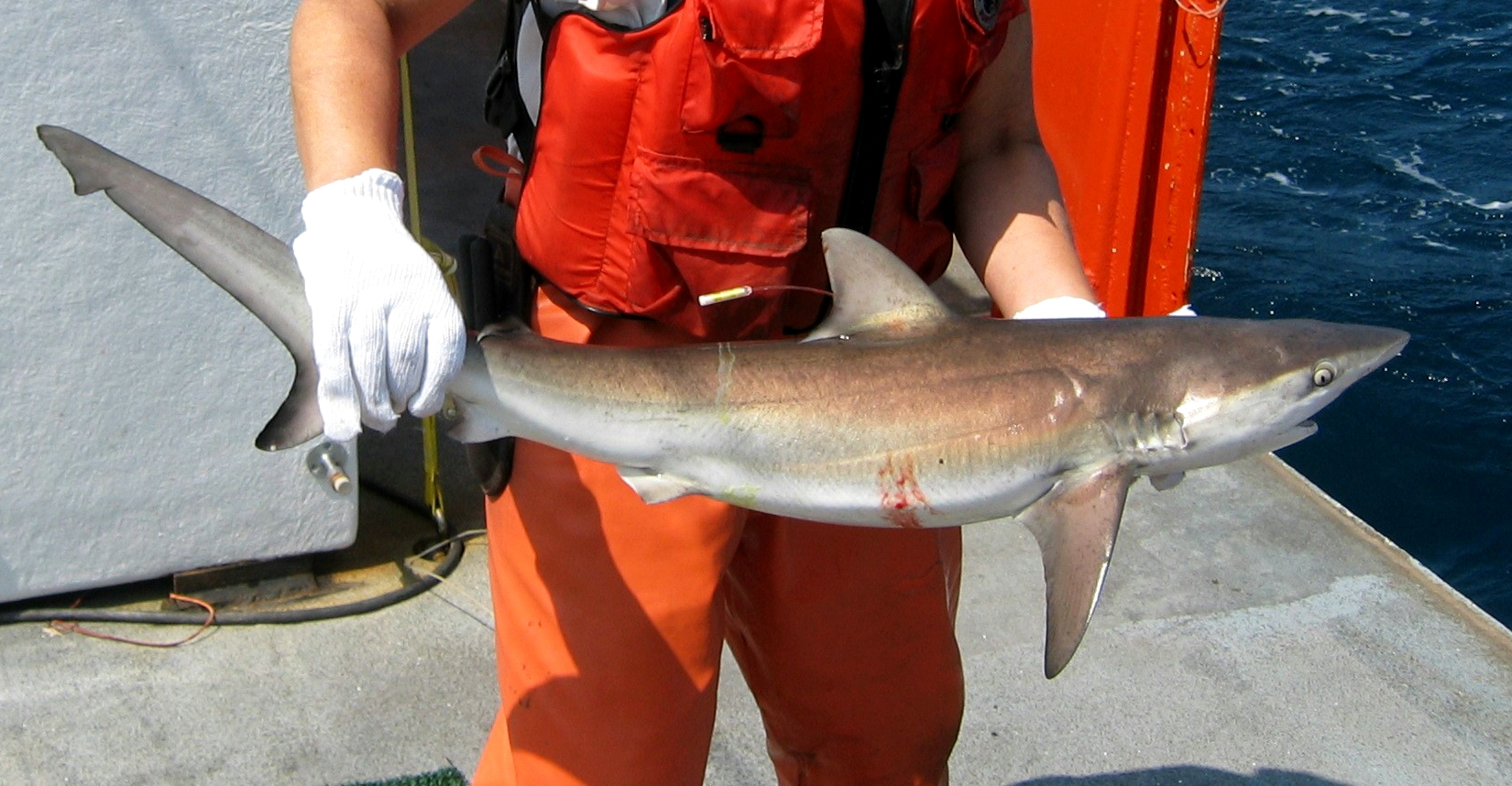
Le requin de sable a une grande importance commerciale.

## Morphologie
Le requin de sable est un requin assez massif pouvant atteindre 4 m et peser plus de 300 kg mais la plupart des individus observés mesurent autour de 2,5 m et pèsent 200 kg.
C'est une espèce ayant de grands yeux vert-jaune et pouvant être confondue avec le requin bouledogue.
Comme son nom l'indique, il possède un dos sombre, gris-sombre chez les juvéniles et gris plus clair pour les adultes.

## Habitat
Le requin de sable est une espèce cosmopolite qui vit généralement entre la surface et 400 m de profondeur. Il est présent dans les trois grands océans (Indien, Atlantique et Pacifique) mais préfère les eaux chaudes (au-dessus de 25 degrés) ainsi que saumâtres. Cette espèce est également présente en Méditerranée, plus particulièrement en Méditerranée orientale.
Des observations de ce requin à proximité de centrales électriques d'Hadera sont régulièrement faites par des pêcheurs et scientifiques.

## Comportement
Cette espèce de squale est plutôt de nature tranquille. Toutefois, cela reste un prédateur dont il faut se méfier et ne guère trop s'approcher pour ne pas le déranger.

## Alimentation
Le requin de sable est un prédateur pouvant être qualifié d'opportuniste, il se nourrit principalement de poissons (osseux principalement) ainsi que de crustacés ou céphalopodes, voire de charognes.

## Reproduction
Le requin sombre est vivipare, c'est-à-dire que l'embryon se développe in utero et est nourri par une poche placentaire. La période de gestation dure 22 mois. Les portées peuvent varier de deux à dix-huit individus. À la naissance, les bébés requins mesurent de 70 à 100 cm. La maturité sexuelle est atteinte quand les individus atteignent une taille de 265 à 280 centimètres pour les mâles et une taille de 257 à 310 centimètres pour les femelles. Les mâles sont matures à partir de 18 à 23 ans selon les régions, les femelles sont matures à partir de 18 à 32 ans selon les régions.

## Cohabitation avec d'autres espèces
Le requin de sable évolue continuellement avec d'autres espèces de squales comme le requin marteau (Sphyrna lewini) ou bien le requin gris (Carcharhinus plumbeus) avec lesquels il partage les mêmes zones de répartition.